# Nectarian
Nectarian-perioden var en period i månens geologiska tidsskala som pågick mellan 3920 miljoner och 3850 miljoner år sedan. Det är under denna period då Nectaris Basin och flera andra stora hav bildades genom kollisioner av stora himlakroppar. Ejekta från Nectaris bildade den kraterrika terrängen man kan se i månhöglanden.